# Hertice
Sídlo Hertice (1880 Hersice; německy Hertitz) je částí obce Dolní Životice, nacházející se v okrese Opava, v Moravskoslezském kraji.

## Název
Jméno Hertice vzniklo ze starší podoby Heršice. Jeho základem bylo osobní jméno Herše či Hereš, domácká podoba některého (německého) jména začínajícího na Her- (Herbert, Herolt aj.). Výchozí tvar Heršici byl pojmenováním obyvatel vsi a znamenal "Heršovi lidé".

## Historie
První písemná zmínka pochází z roku 1251 (Hirsitz).

## Pamětihodnosti
- Kaple Nejsvětějšího Vykupitele – vysvěcena 1896.